# 唐懷瑟 (歌劇)

喬治·蕭提爵士录制的唐怀瑟唱片封面。

《唐懷瑟》，又译《唐豪瑟》，全名为：《唐怀瑟与瓦特堡歌唱大赛》（Tannhäuser und der Sängerkrieg auf Wartburg），是德国作曲家理查·瓦格纳的一部歌剧，属于拜鲁依特音乐节上演剧目。本剧经瓦格纳本人多次修改，有三个版本曾于德累斯顿（1845年）、巴黎（1861年）和维也纳（1875年）首演。

## 创作歷程
唐懷瑟在历史上有迹可考，他大约生于1200年。目前唐怀瑟的第一份歌集已知是出于1515年，后来陆续出现其他，而它们的版本因地方而异。到了1799年，浪漫派诗人重新发现这些歌集，一位叫路德维希·提克（Ludwig Tieck）的诗人创作的故事《一个忠实的乐于助人的人和唐怀瑟》（Der getreue Eckart und der Tannhäuser）问世。很快到了1806年，唐怀瑟歌集被重新出版，并被诗人阿希姆·冯·阿尔尼姆（Achim von Arnim）和克莱门斯·布伦塔诺（Clemens Brentano）编在一本叫《少年魔法号角》的书里。
1841年冬，身在巴黎的瓦格纳打算回到德国发展。同时他也读到了唐怀瑟与维纳斯的故事，便将手上的一部五幕剧本《萨拉孙女子》（Die Sarazenin）抛开，因为他认为唐怀瑟的故事更有潜力。1842年，他带着妻子米娜和母亲前往台伯利兹度假。在那里，瓦格纳一人在波希米亚山区漫游了好几天，当地的田园景色激发了他的灵感，进而完成了《唐怀瑟》三幕剧的草稿大纲。1842年瓦格纳在德勒斯登得到了宫廷乐队长一职。他正好利用该职务之便，尝试实现他自己的歌剧改革之路。随着1842年黎恩济的成功上演，1843年《漂泊的荷兰人》也被搬上舞台。1843年春，瓦格纳完成了剧本，但直到11月才开始谱曲。1845年4月13日完成总谱。
但瓦格纳一直坚持对歌剧进行修改，即使是到其临终之时。他曾对第二任妻子柯西玛·瓦格纳说：“我还欠世人一部《唐怀瑟》。”

## 角色
| |                | 首演（德累斯顿） 1845年10月20日 指挥：瓦格纳                                      | 巴黎版首演 1861年3月13日 指挥：皮埃尔-路易·迪兹 |
| --- | -------------- | --------------------------------------------------------------------------------- | ----------------------------------------------- |
| 唐懷瑟， 遊吟骑士                                                                                             | 男高音         | 约瑟夫·提切申克 （Joseph Tichatschek）                                            | 阿尔伯特·尼曼 （Albert Niemann）                |
| 伊丽莎白，赫尔曼的侄女                                                                                        | 女高音         | 约翰娜·瓦格纳 （瓦格纳侄女）                                                      | 玛丽·萨斯 （Marie Sass）                        |
| 维纳斯 | 女高音         | 威海敏娜·施罗德-戴维安 （Wilhelmine Schröder-Devrient，瓦格纳理想中的“未来女性”） | 佛图纳塔·泰德斯科 （Fortunata Tedesco）         |
| 沃尔夫拉姆，另一位遊吟骑士                                                                                    | 男中音         | 安东·密特沃兹 （Anton Mitterwurzer）                                              | 莫热里 （Morelli）                              |
| 赫尔曼，图林根庄园主                                                                                          | 男低音         | 乔治·威廉·德特莫 （Georg Wilhelm Dettmer）                                        | 卡曹（Cazaux）                                  |
| 华尔特·冯·德·富尔戈怀德（Walther von der Vogelweide，意为小鸟牧场的华尔特），游吟骑士                         | 男高音         | 马克思·史洛斯 （Max Schloss）                                                     | 爱莫（Aimes）                                   |
| 彼特洛夫，遊吟骑士                                                                                            | 男低音         | 约翰·米雪埃·维希特 （Johann Michael Wächter）                                     | 科龙（Coulon）                                  |
| 写手海恩里希，遊吟骑士                                                                                        | 男高音         | 阿东·科提 （Anton Curty）                                                         | 克里希（König）                                 |
| 莱马·冯·兹韦特，遊吟骑士                                                                                      | 男低音         | 卡尔·黎瑟 （Karl Risse）                                                          | 弗雷（Freret）                                  |
| 一位牧羊人 | 女高音         | 安娜·梯勒 （Anna Thiele）                                                         | 里波（Reboux）                                  |
| 四位男侍童 | 女高音，女中音 |                                                                                   |                                                 |
| 贵族，骑士，女士，朝圣者，女妖，仙女，祭司。 巴黎版本：美惠三女神，丘比特，半人半羊的农牧神和半人半羊的农牧神 |                |                                                                                   |                                                 |

## 剧情

### 序曲
瓦格纳在《唐懷瑟》中仍然采用序曲这一形式开幕。在他下一部歌剧《罗恩格林》里面，序曲已为前奏曲所取代。唐怀瑟序曲常会在音乐会中被单独演奏。

### 第一幕
紧接着序曲之后首先出现的是维纳斯堡内一景。只见里面妖气弥漫，充满肉欲气息。在维纳斯堡沉溺多时的唐懷瑟突然对此般生活感到厌倦，不顾维纳斯的多番劝阻挽留，决意离去。维纳斯预言，他终将归来。唐怀瑟大怒，喊了一声“我之救赎在圣母玛利亚（Mein Heil! mein Heil ruht in Maria!）。”维纳斯堡消失。
五月一天，阳光普照，牧童在一大路旁歌唱。不久，朝圣者伴着合唱声经过。唐怀瑟深受感动，也开始赞美主。正在这时，图林根庄园主赫尔曼与几位游吟诗人打猎归来，发现了久违了的唐怀瑟，又惊又喜。大家欢迎他回来，并告诉他，瓦特堡有一个歌唱比赛，并邀请唐怀瑟参加。他们还提到了唐怀瑟的恋人伊丽莎白。“回到她的身边去。”唐怀瑟于是同意并跟着大家去瓦特堡。

### 第二幕
第二幕开幕后即是瓦特堡内，正值歌唱比赛将要开始。这时，美丽的伊丽莎白走进会堂，并唱出一首著名的咏叹调“你，圣洁的大厅，我再次来到向你致意（Dich, teure Halle, grüß' ich wieder）。”接着，唐怀瑟在沃尔夫拉姆的引领下入场。当唐怀瑟见到伊丽莎白时，激动得跪到了地上。而伊丽莎白则衷心地欢迎他归来。跟着小号响起，骑士进场。歌唱比赛开始。
赫尔曼首先宣布比赛的主题为“爱情的力量”。首先上场的是沃尔夫拉姆。当他颂唱着爱情的时候，唐怀瑟却在一侧讥笑他，认为他少了幻想与憧憬。后来瓦尔特上场。唐怀瑟按耐不住，赞扬着爱的欢乐。众人开始有点骚动。彼特洛夫训斥他，却被唐怀瑟反唇相讥。沃尔夫拉姆为了平息大家的骚动，再献一曲。唐怀瑟这时按耐不住，竟然唱出了“维纳斯赞歌”。众骑士大怒，拔剑要攻击唐怀瑟。就在此刻，伊丽莎白扑到唐怀瑟旁边，用自己的身躯保住唐怀瑟。赫尔曼说到，犯下如此之罪的人，必须亲到教皇处请求宽恕，众人齐声同意。唐怀瑟一脸羞惭，奔出了大厅。伊丽莎白则昏倒在地。

### 第三幕
在瓦尔特堡山麓大道旁，只见伊丽莎白在圣母像面前祈祷，等待唐怀瑟的归来。这时，一群朝圣者高唱着巡礼大合唱归来。伊丽莎白在他们里面找不到唐怀瑟，心情更为忧郁。沃尔弗拉姆目送伊丽莎白离去之后，仰望着满天的繁星，唱出了咏叹调“可爱的晚星”，并预感伊丽莎白不久于人世。
突然，有人收起话来：“我听到了竖琴声。”沃尔弗拉姆回头一看，只见是狼狈不堪的唐怀瑟。唐怀瑟告诉了沃尔弗拉姆自己的赎罪之行。教皇告诉他，教皇的手杖长出花来之时，就是唐怀瑟获释之日。唐怀瑟对此深感绝望，突然又想起了维纳斯堡。一念之间，妖风再起，维纳斯堡又出现了。维纳斯再次向唐怀瑟展开了双臂。唐怀瑟一步步向维纳斯走去。沃尔弗拉姆怎么也拉不住他。正是危急之际，沃尔弗拉姆喊了一声“伊丽莎白！”霎时喊醒了唐怀瑟。这圣洁的名字驱散了妖气。只见教皇的手杖果真开了花。唐怀瑟终于得到宽恕。

### 引用
1. ↑  . arcor.de.   [2007-07-25]. （原始内容存档于2007-10-01） （德语）.
2. ↑  . users.utu.fi.   [2007-05-24]. （原始内容存档于2020-01-16） （德语）.

### 书籍
- Howard Gray. . 连惠幸（译）. 江苏人民出版社. 1999. ISBN 7-214-02323-7.
- 周士红. . 人民邮电出版社. 1999. ISBN 9787115073761.
- Ilias Chrissochoidis; Heike Harmgart; Steffen Huck; Wieland Müller. . Music & Letters. 2014, 95 (4): 584－602. doi:10.1093/ml/gcu081 （英语）.

## 外部連結
- 《唐怀瑟》完整总谱：国际乐谱典藏计划上的乐谱
- 瓦格纳协会网站上的《唐怀瑟》介绍（页面存档备份，存于）（英語）